# Bisdom Abengourou
Het bisdom Abengourou (Latijn: Dioecesis Abenguruensis) is een rooms-katholiek bisdom met als zetel Abengourou in  Ivoorkust. Het is een suffragaan bisdom van het aartsbisdom Bouaké. Het bisdom werd opgericht in 1963.
In 2018 telde het aartsbisdom 49 parochies. Het heeft een oppervlakte van 18.214 km² en telde in 2020 1.284.000 inwoners waarvan 36,5% rooms-katholiek was. 

## Bisschoppen
- Eugène Abissa Kwaku (1963-1978)
- Laurent Yapi (1979-1980)
- Bruno Kouamé (1981-2003)
- Jean-Jacques Koffi Oi Koffi (2003-2009)
- Gbaya Boniface Ziri (2009-)